# Aegirosaurus leptospondylus
Aegirosaurus leptospondylus (Wagner, 1853) è un rettile marino estinto, appartenente agli ittiosauri, vissuto dal tardo Giurassico al primo Cretacico in Europa. Rappresenta al momento l'unico membro del genere Aegirosaurus Bardet and Fernandez, 2000.

## Descrizione
Gli adulti di questa specie arrivavano raramente ai due metri di lunghezza.

## Ritrovamento
I suoi resti furono ritrovati nelle rocce calcaree di Solnhofen le stesse formazioni in cui sono stati ritrovati fossili come l'Archaeopteryx, il Compsognathus e lo Pterodactylus.

## Tassonomia
Originalmente descritto da Wagner (1853) come Ichthyosaurus leptospondylus, ha una lunga storia tassonomica.
È stato anche chiamato Ichthyosaurus trigonus posthumus, e identificato come Macropterygius e Brachypterygius extremus.
Nel 2000 Bardet e Fernández conclusero che il fossile doveva essere assegnato ad un nuovo genere, Aegirosaurus.